# Divlja liga
Divlja liga je u Hrvatskoj pa i u svetu najpoznatije amatersko vaterpolo takmičenje koje se igra na dubrovačkim plažama.
Iako je na hartiji amatersko takmičenje, Divlja liga je vrlo praćena i u najboljim ekipama igraju respektabilni igrači. Većina tih igrača prošla je školu Juga, a neki su bili odlični u mlađim kategorijama. Sa sigurnošću može da se kaže da su najbolji klubovi Divlje lige bolji od nekih klubova koji su ubeležili nastupe u Ligi šampiona (na primer Krojclingen, Ligamus Tbilisi) i od nekih reprezentacija koje su ubeležile nastupe na svetskim prvenstvima (npr. Južna Afrika, Novi Zeland). Utakmice Divlje lige sude međunarodne sudije koje sude i na svetskim prvenstvima. Tako obično utakmice nokaut faze Divlje lige sudi međunarodni sudija iz Splita Neno Periš, a nekad i strane sudije sa licencom FINA-e i LEN-e. Utakmice su vrlo gledane i igraju se na dubrovačkim plažama (Porporela, Šulić, Danče, Belvi, vangradske plaže), dok se finale igra u Portu (staroj gradskoj luci) i prenosi na Dubrovačkoj televiziji. Divlju ligu je osvojio jednom hrvatski profesionalni plivač sa invaliditetom Mihovil Španja. Treneri kluba Solitudo bila su tri hrvatska reprezentativca: Nikša Dobud, Pavo Marković i Tihomil Vranješ. Trener Porporele 2007. bio je reprezentativac Andro Bušlje.

## Istorija
Ne zna se kada je održano prvo amatersko prvenstvo Dubrovnika u vaterpolu (Divlja liga), ali je to sigurno bilo pre više od 80 godina. Od 1949. do 1961. godine prvenstva Dubrovnika u vaterpolu održavana su skoro svakog leta, a za neke od tadašnjih prvaka, među kojima je lapadska ekipa "Piplić", utvrđena je godina osvajanja prvenstva.
Od 1962. do 1983. godine, prvenstvo dubrovačkih ekipa sa plaže održalo se samo 1973. godine, a pobedio je "Belvi".
Nakon "Divlje lige 1973", neke selekcije sa plaže (Belvi, Gusar, Cavtat) registrovane su kao klubovi, pa su od "pravih" ekipa sa plaže ostale samo "Piplić" i "Danče", te su (od 1975. godine) takmičenja između njih ponovo zamrla. Od 1983. godine Divlja liga je održavana tradicionalno svako leto osim 1992. i 1995. godine za vreme rata u Hrvatskoj i najžešćih napada na Dubrovnik i okolicu.
Vaterpolo prvenstvo dubrovačkih plaža (Divlja liga), u sadašnjem obliku, pokrenuto je 1983. godine, na inicijativu grupe ljubitelja vaterpola, koji su većinom bili okupljeni u tri ekipe, "VK Danče", "VK Penatur" i "VK Porporela". Igralo se na 3 terena; na terenu Belvi, u uvali Kolačina te na Porporeli. Učestvovalo je 10 ekipa. Kao prvi prvak Divlje lige ostala je zabeležena ekipa Bellevue '73. Finale se igralo 31. avgusta u Portu (staroj gradskoj luci), a Belvi '73 je bio bolji od VK Porporele nakon produžetaka 7:5. Treće mesto pripalo je Eliti. Godine 2013. prvi je put Divlju ligu osvojila ekipa izvan grada. Štaviše, dve su izvangradske ekipe igrale u finalu. FAN H20 Mlini pobedio je u polufinalu Solitudo (koji je u četvrtfinalu golom u poslednjoj sekundi 7:6 pobedio branioca titule Montovjernu) 5:4, a Kamen mali Cavtat Špilju '94 Danče 13:10.

## Dosadašnji pobednici
| Godina | Prvak             | Drugi             | Treći             |
| 1950.  | Porporela         |                   |                   |
| 1959.  | Piplić            |                   |                   |
| 1983.  | Belvi 73          | Porporela         | Elita             |
| 1984.  | Danče             | Montovjerna       | Porporela         |
| 1985.  | Danče             | Porporela         | OŠK Mali (Belvi)  |
| 1986.  | Čingrija          | Danče             | Porporela         |
| 1987.  | Student           | Danče             | Porporela         |
| 1988.  | Kopakabana        | Danče             | Roksi             |
| 1989.  | Roksi             | Kopakabana        | Porporela         |
| 1990.  | Gjivovići Delfins | Kopakabana        | Porporela         |
| 1991.  | Kopakabana        | Danče             | Montovjerna       |
| 1993.  |                   |                   | Danče             |
| 1994.  | Roksi             | Danče             | Kopakabana        |
| 1995.  |                   |                   |                   |
| 1996.  | KIKS 04           | Danče             | FAN H20 Mlini     |
| 1997.  | KIKS 04           | Kopakabana        | Elita             |
| 1998.  | Kopakabana        | KIKS 04           | Elita             |
| 1999.  | Belvi '90         | Danče             | Penatur           |
| 2000.  | KIKS 04           | Belvi '90         | Elita             |
| 2001.  | KIKS 04           | Elita             | Špilja '94 Danče  |
| 2002.  | Špilja '94 Danče  | KIKS 04           | Elita             |
| 2003.  | Montovjerna       | Kopakabana        | Porporela         |
| 2004.  | Kopakabana        | Montovjerna       | Penatur           |
| 2005.  | Montovjerna       | Kopakabana        | Penatur           |
| 2006.  | Palas             | Penatur           | Čingrija          |
| 2007.  | Porporela         | Čingrija          | Solitudo          |
| 2008.  | Solitudo          | Penatur           | Porporela         |
| 2009.  | Solitudo          | Čingrija          | Kopakabana        |
| 2010.  | Penatur           | Solitudo          | Špilja '94 Danče  |
| 2011.  | Špilja '94 Danče  | Kamen mali Cavtat | Solitudo          |
| 2012.  | Montovjerna       | Solitudo          | Penatur           |
| 2013.  | Kamen mali Cavtat | FAN H20 Mlini     | Solitudo          |
| 2014.  | FAN H20 Mlini     | Palas             | Špilja '94 Danče  |
| 2015.  | Kamen mali Cavtat | Penatur           | Palas             |
| 2016.  | Elita             | FAN H20 Mlini     | Penatur           |
| 2017.  | FAN H20 Mlini     | Elita             | Kamen mali Cavtat |
| 2018.  | Elita             | Porporela         | Kokoti            |
| 2019.  | Kamen mali Cavtat | FAN H20 Mlini     | Elita             |
| 2022.  | Kokoti            | FAN H20 Mlini     | Porporela         |
| 2023.  | Porporela         | Kokoti            | PVG Gruški mul    |
| 2024.  | FAN H2O Mlini     | Porporela         | Kokoti            |

| Klub                                   | Zlato | Srebro | Bronza | Ukupno |
| -------------------------------------- | ----- | ------ | ------ | ------ |
| Kopakabana (Copacabana)                | 4     | 4      | 1      | 9      |
| KIKS 04                                | 4     | 2      | 0      | 6      |
| Porporela                              | 3     | 4      | 8      | 15     |
| FAN H2O Mlini (FUN H2O Mlini)          | 3     | 4      | 1      | 8      |
| Kamen mali Cavtat                      | 3     | 1      | 1      | 5      |
| Montovjerna                            | 3     | 1      | 1      | 5      |
| Danče                                  | 2     | 7      | 1      | 10     |
| Elita                                  | 2     | 2      | 6      | 10     |
| Solitudo                               | 2     | 2      | 2      | 6      |
| Čingrija                               | 2     | 2      | 1      | 5      |
| Špilja '94 Danče                       | 2     | 0      | 2      | 4      |
| Roksi (Roxy)                           | 2     | 0      | 1      | 3      |
| Penatur                                | 1     | 3      | 4      | 8      |
| Kokoti                                 | 1     | 1      | 2      | 4      |
| Palas (Palace)                         | 1     | 1      | 1      | 3      |
| Belvi '90 (Bellevue '90)               | 1     | 1      | 0      | 2      |
| Gjivovići Delfins (Gjivovići Dolphins) | 1     | 0      | 0      | 1      |
| Student                                | 1     | 0      | 0      | 1      |
| Piplić                                 | 1     | 0      | 0      | 1      |
| PVG Gruški mul                         | 0     | 0      | 1      | 1      |
| OŠK Mali (Belvi (Bellevue))            | 0     | 0      | 1      | 1      |

Napomene
1. Čingrija je 1983. nastupala pod imenom Belvi '73 (Bellevue '73).
2. Godine 1993. Divlja liga je održana, ali je finalna utakmica "Kopakabana" - "Montovjerna" (na plivalištu "Belvi") bila prekinuta zbog tuče igrača. Odlučeno je da se finalna utakmica ne ponovi. Pošto nije usvojen predlog da trećeplasirana ekipa ("Danče") bude proglašena prvakom, za godinu 1993. se beleži "bez prvaka".
3. Referenca https://web.archive.org/web/20121030112815/http://www.divljaliga.hr/?page=povijest

### Finala
- 1983: Belvi '73 - Porporela 7:5
- 1984: Danče - Montovjerna 8:5
- 1985: Danče - Porporela 11:8
- 1986: Čingrija - Danče 11:5
- 1987: Student - Danče 4:3
- 1988: Kopakabana - Danče 8:6
- 1989: Roksi - Kopakabana 11:9
- 1990: Gjivovići Delfins - Kopakabana 12:11
- 1991: Kopakabana - Danče 6:5
- 1994: Roksi - Danče 9:8
- 1996: KIKS 04 - Danče 8:7
- 1997: KIKS 04 - Kopakabana 11:9
- 1998: Kopakabana - KIKS 04 9:4
- 1999: Belvi '90 - Danče 5:4
- 2000: KIKS 04 - Belvi '90 7:4
- 2001: KIKS 04 - Elita 9:4
- 2002: Špilja '94 Danče - KIKS 04 8:7
- 2003: Montovjerna - Kopakabana 7:5
- 2004: Kopakabana - Montovjerna 5:3
- 2005: Montovjerna - Kopakabana 8:1
- 2006: Palas - Penatur 8:7 (posle četveraca)
- 2007: Porporela - Čingrija 7:4
- 2008: Solitudo - Penatur 8:7
- 2009: Solitudo - Čingrija 5:2
- 2010: Penatur - Solitudo 8:6
- 2011: Špilja '94 Danče - Kamen mali Cavtat 7:5
- 2012: Solitudo - Montovjerna 6:7
- 2013: FAN H20 Mlini - Kamen mali Cavtat 5:6
- 2014: Palas - FAN H20 Mlini 3:3, 5:6 (četverci)
- 2015: Kamen mali Cavtat - Penatur 5:4
- 2016: Elita - FAN H20 Mlini 13:3
- 2017: Elita - FAN H20 Mlini 5:6
- 2018: Elita - Porporela 8:8, 10:9 (četverci)
- 2019.: Kamen mali Cavtat - FAN H20 Mlini 7:7, 2:1 (četverci)
- 2022.: Kokoti - FAN H2O Mlini 7:4
- 2023.: Porporela - Kokoti 6:5
- 2024.: FAN H2O Mlini - Porporela 7:5

### Sastavi pobedničkih ekipa
- Piplić 1959: Pasko Šoletić, Ivica Koprivec, Ivica Bilić, Nikola Šoletić, Antun Giron, Miljenko Špero, Davor Pavlović, Valentin Koprivec, Jozo Dell'Olio, Tomislav Kovačić, Rastko Čorović, Željko Dužević, Tomislav Šoletić, Elaković, Lerner, Jerko Bilić, Vlatko Vokić, Ivo Amić, Pendo, Nikola Mihajlović, Senko Čorović itd.
- Bellevue '73 1983: Dragan Korda, Branko John, Draško Mijatović, Nikša Lale, Milo Valjalo, Nikša Garvan, Stijepo Bokarica, Zoran Milina, Maro Bokun, Dubravko Asić, Davor Pejar, Andrija Lasica i Vedran Smokvina; trener Tomo Udovičić
- Danče 1984: Marko Margaritoni, Igor Legaz, Maro Martinović, Vlaho Zec, Zrinko Kamber, Jugo Bašica, Miro Filipović, Đorđe Benussi, Bato Jovanović, Maro Radonić, Ivo Breanović i Ivica Čular; trener Niko Matušić, pomoćni trener Emil Česko
- Danče 1985: Ljubiša Glavan, Bato Jovanović, Marko Margaritoni, Rino Lujak, Ivica Čular, Đorđe Benussi, Maro Radonić, Ivo Breanović, Miro Filipović, Tonko Obuljen, Jug Bašica, Nikša Iveta i Nikša Šimunović
- Čingrija 1986: Pero Dupčić, Dubravko Asić, Mladen Miš, Joško Dender, Ivo Slangenberg, Branko John, Zlatko Jovanović, Davor Pejar, Tonči Dadić, Ljubo Milković, Stijepo Bokarica i Dubravko Gamulin
- Student 1987: Luka Janković, Želimir Vukašin, Matko Čupić, Dubo Bilić, Nino Puhiera, Tonći Popković, Goran Broketa, Srđan Gavranić, Ante Kačić, Branko Bazdan i Đuro Lonza
- Copacabana 1988: Željko Mioč, Teo Andrić, Nikša Andrić, Mladen Car, Žarko Klisura, Zdenko Stanković, Luči Dović, Ivica Sentić, Željko Milić, Neno Klekar i Ljubiša Anđelić
- Roxy 1989: Dubo Bilić, Marko Lujo, Marko Šilje, Antun Kalini, Nikša Đuho, Marko Matić, Orsat Munitić, Vlaho Radičević, Luko Vuletić, Jozo Skaramuca, Ante Kačić, Ivica Mirović, Boris Žličar, Frano Brnin, Teo Radović, Mladen Rak, Baldo Kraljević, Branko Čučić, Robert Žanetić i Nikola Curić
- Gjivovići Dolphins 1990: Maro Radović, Davor Dragojević, Davor Raguž, Nikša Mojaš, Marko Domjan, Mato Kulaš, Patrik Stupin, Ivan Matković, Zoran Stošić, Hrvoje Čupić, Krešimir Miljanić, Berko Muratović i Ratko Vranješ
- Copacabana 1991: Željko Mioč, Teo Andrić, Nikša Andrić, Ivica Sentić, Pero Lozica, Boško Lozica, Damir Baričević, Zdenko Stanković, Željko Milić, Pero Garvan, Luko Vuletić, Željko Ugrina, Antun Paskojević, Niko Matušić, Nikola Curić, Milo Valjalo i Marin Tomaš
- Roxy 1994: Mladen Rak, Ante Kačić, Igor Muhoberac, Saša Borojević, Pero Klaić, Boris Agatić, Nikša Bukvić, Andro Čolović, Bruno Di Ceglie, Branko Čučić, Maro Matić, Maro Šušić, Nino Puhiera i Ivan Dragojević
- KIKS 04 1996: Mladen Rak, Nikša Bukvić, Mark Radović, Toni Radović, Andro Čolović, Goran Turajlić, Igor Muhoberac, Maro Marčinko, Nenad Čučić, Branko Čučić, Nikola Đurasović, Maro Šušić, Robert Urlić, Mario Lujo; trener Edo Bajramović
- KIKS 04 1997: Mladen Rak, Davor Dragojević, Andro Čolović, Robert Urlić, Zoran Turajlić, Stijepo Ivušić, Igor Muhoberac, Branko Čučić, Saša Borojević, Vlaho Radičević, Nikola Đurasović, Maroje Šušić i Mario Lujo; trener Dubravko Bilić
- Copacabana 1998: Olaf John, Nikša Andrić, Marin Tomaš, Mark Radović, Pero Garvan, Orsat John, Loren Putica, Toni Radović, Anđelko Skvrce, Teo Andrić, Lukša Pavličević i Tomislav Njavro
- Bellevue '90 1999: Đuro Šturica, Mladen Vuličević, Božidar Vuličević, Lovro Vidosavljević, Hrvoje Vukić, Joško Matić, Toni Miloslavić, Saša Borojević, Željko Margaretić, Dino Terza, Aljoša Lončarić, Ernest Bilić, Mario Bilić, Goran Vasković i Ivica Goga; trener Nino Klekar
- KIKS 04 2000: Mladen Rak, Mario Lujo, Davor Brkić, Mario Runje, Dado Dragojević, Igor Muhoberac, Andro Čolović, Goran Turajlić, Branko Čučić, Maro Šušić, Loren Putica, Ivo Bobić, Ivica Plečaš, Nikola Đurasović, Stijepo Ivušić, Marko Kortizija i Joško Turk; trener Edo Bajramović
- KIKS 04 2001: Mladen Rak, Davor Dragojević, Igor Muhoberac, Andro Čolović, Marko Kortizija, Ivica Plečaš, Loren Putica, Mario Runje, Robert Bender, Branko Čučić, Ivo Bobić, Goran Turajlić, Mario Šušić, Mario Lujo i Alen Putica; trener Goran Volarević, pomoćni treneri Goran Turajlić i Cvijeto Antunović
- Špilja '94 Danče 2002: Željan Radulović, Ivo Hrdalo, Hrvoje Sambrailo, Andrija Martić, Ivan Gjurašić, Maro Kristić, Goran Milić, Jovica Radulović, Srđan Pavlović, Višeslav Franić, Ivica Bačić, Tonči Popadić, Marin Kovačić i Nikola Biličić; trener Maro Marušić
- Montovjerna 2003: Đuro Šturica, Andro Čolović, Igor Muhoberac, Saša Selmanović, Goran Turajlić, Ivo Bobić, Toni Miloslavić, Saša Borojević, Željko Margaretić, Branko Čučić, Roko Tolić, Nikola Đurasović, Maro Sušić, Ante Penović; treneri Božidar Vuličević i Goran Volarević
- Copacabana 2004: Hrvoje Vukić, Nikša Andrić, Toni Radović, Mark Radović, Pero Garvan, Mladen Car, Antonio Milat, Đuro Musladin, Ronald Hezonja, Nikša Prkačin, Teo Andrić, Lukša Pavličević, Marin Tomaš, Robert Njavro, Tin Sentić i Tomislav Andrić; trener Tomislav Njavro
- Montovjerna 2005: Đuro Šturica, Igor Muhoberac, Božidar Vuličević, Ivica Ruščić, Mirko Ivandić, Ivo Bobić, Toni Miloslavić, Saša Borojević, Željko Margaretić, Branko Čučić, Roko Tolić, Nikola Matana, Maro Sušić i Ante Penović; trener Goran Turajlić
- Palace 2006: Tomo Sjekavica, Jasmin Jaganjac, Ivan Hrnić, Jadran Bijelić, Jakša Obradović, Tomislav Vuksanović, Đino Radić, Hrvoje Puh, Haris Zelentrović, Ognjen Dabelić, Željan Tevšić, Ivo Dadić, Danijel Vukadin i Edi Brković
- Porporela 2007: Gorazd Surla, Darko Surla, Marko Garvan, Davor Rakiđija, Toni Đanić, Miran Bilić, Damir Marković, Maro Bušlje, Ivan Boban, Josip Zlošilo, Željko Milić, Robert Bender, Nikša Labaš i Leo Bakarić; treneri Andro Bušlje i Željko Mage
- Solitudo 2008: Antonio Ivanović, Niksa Karač, Bruno Pavleković, Vlaho Primorac, Piter Radić, Ivo Besjedica, Davor Kristić, Orsat Pavlović, Josip Šandić, Jerko Šandić, Marko Klečak, Toni Lulić, Dubravko Pavlović, Baldo Miloglav i Ivan Lovrić; treneri Nikša Dobud, Bruno Vranješ i Pavo Marković
- Solitudo 2009: Antonio Ivanović, Nikša Karač, Orsat Pavlović, Vlaho Primorac, Piter Radić, Ivo Besjedica, Ivan Lovrić, Bruno Pavleković, Josip Šandić, Jerko Šandić, Baldo Miloglav, Toni Lulić, Dubravko Pavlović i Miro Ovčina; trener Pavo Marković
- Penatur 2010: Bartul Vukojević, Vice Radulj, Darko Surla, Davor Rilović, Milo Leoni, Ivan Boban, Leo Bakarić, Milan Ratković, Dinko Rizzi, Mijo Klečak, Igor Ivanković, Vjeko Čižek, Gorazd Surla i Mihovil Španja
- Špilja '94 Danče 2011: Željan Radulović, Ivo Hrdalo, Nardi Mladinić, Željko Bjelobaba, Ivan Gjurašić, Maro Bjelokosić, Goran Milić, Jovica Radulović, Paro Gvozdenica, Davor Rakigjija, Josip Zlošilo, Tonči Popadić, Marin Kovačić, Ivica Zlošilo, Maro Kristić, Roko Šipić Gvozdenica; treneri Andrija Martić, Maro Marušić i Višeslav Franić
- Montovjerna 2012: Đuro Šturica, Mladen Vuličević, Krešimir Vuletić, Ivica Ruščić, Tomislav Bačić, Miho Bobić, Antonio Milat, Robert Bender, Željko Margaretić, Branko Čučić, Roko Tolić, Pero Jovica, Igor Muhoberac, Matej Vuličević i Ante Penović; treneri Maro Sušić i Goran Turajlić
- Kamen mali Cavtat 2013: Lukša Lasić, Andi Drobac, Mihael Voinić, Nikša Vragolov, Denis Džanković, Dinko Guljelmović, Mihajlo Vragolov, Ivan Šutalo, Vlaho Rajčević, Andrej Drobac, Goran Jerković, Josip Vezjak, Josip Deranja, Nikola Maškarić; trener Mijo Vragolov
- FUN H20 Mlini 2014: Ivo Žeravica, Maro Martić, Drago Bego, Robert Palunčić, Nikola Crnčević, Maro Dabelić, Tomo Bulum, Lino Glavočić, Nikola Matičević, Jakov Blašković, Vedran Kuzman
- Kamen mali Cavtat 2015: Nikola Maškarić, Andi Drobac, Mijo Vojnić, Vlaho Rajčević, Nikša Vragolov, Dinko Guljelmović, Viki Rožić, Vani Bobić, Mihajlo Vragolov, Andrej Drobac, Goran Jerlović, Pero Banac; trener Vlaho Lise
- Elita 2016: Miro Boroje, Božo Lujo, Maro Šimunović, Tomislav Rudinica, Jakša Matušić, Miho Klaić, Ante Režić, Marko Kortizija, Mirko Ivandić, Ivica Plečaš, Ivica Nikolić, Nikola Matana, Boris Agatić, Pero Memed, Maro Roko, Mato Krile, Maro Krile, Maro Šutalo, Joško Matić; tehniko Ante Bešlić, trener u finalu Maroje Šušić
- FAN H2O Mlini 2017.: Ivo Žeravica, Maro Martić, Drago Bego, Nikola Grbić, Antonijo Sentić, Danijel Zonić, Žarko Matičević, Maro Dabelić, Ivan Buić, Mato Miloslavić, Lino Glavočić, Nikola Matičević, Đivo Zec, Vedran Kuzman, Stjepan Desin, Jakov Blašković, Tomislav Bulum, Ivan Bušić; trener Nikola Masar
- Elita 2018: Miro Boroje, Božo Lujo, Boris Agatić, Tomislav Rudinica, Jakša Matušić, Miho Klaić, Ante Režić, Ivica Nikolić, Ivica Plečaš, Goran Milić, Mirko Ivandić, Maroje Šušić, Dragan Prizmić, Maro Roko, Marko Kortizija, Pero Memed, Bartul Bosnić; trener Goran Turajlić
- Kamen mali Cavtat 2019.: Lukša Lasić, Andi Drobac, Mihael Vojnić, Vlaho Rajčević, Boris Maškarić, Mihajlo Vragolov, Dinko Guljelmović, Nikša Vragolov, Pero Banac, Andrej Drobac, Goran Jerković, Pero Nikšić, Teo Đurković, Nikola Maškarić; trener Paulo Obradović, pomoćni trener Nikša Guljelmović
- Kokoti 2022.: Mladen Miloslavić, Luka Kolić, Maro Gigović, Nikša Matušić, Cvijeto Radović, Ivica Duždević, Jure Čučka, Ivan Srijemsi, Vicko Kisić, Paulo Čulić, Toni Monković, Ivo Brailo, Pavo Čučka, Vlaho Krkić, Bruno Čulić, Toni Pavlović, Toni Penović, Leo Kusturica; voditelji Ivo Žeravica i Josip Miljak
- Porporela 2023.: Ivan Ljuban, Dinko Rizzi, Gorazd Surla, Leo Bakarić, Mavro Farčić, Miran Bilić, Milo Leoni, Nikola Čižek, Željko Margaretić, Ivan Boban, Ivo Ucović, Dino Baralić, Šime Šimunović, Ilar Savinović, Darko Surla, Robert Fiorenini; trener Ante Đapić, pomoćnik Bruno Pavleković, pomoćnik Nikša Labaš, predsednik Đivo Knego
- FAN H2O Mlini 2024.: Nikola Burđelez, Mato Miloslavić, Amer Čamo, Toni Paskojević, Mihael Crnčević, Maro Dabelić, Đino Vlašić, Luka Spetić, Nikola Grbić, Ivo Borovina, Lino Glavočić, Lukša Franković, Vedran Kuzman, Baldo Tomaš; trener Jakov Blašković, pomoćni trener Mario Vlasić, duhovni vođa Romeo Kelez

## Spoljašnje veze
- Zvanični vebsajt Divlje lige
- Zvanični vebsajt udruženja Prvenstva dubrovačkih kupališta u vaterpolu